# Litwinka (obwód grodzieński)
Litwinka, Litwinki (biał. Літвінкі; ros. Литвинки) – wieś na Białorusi, w obwodzie grodzieńskim, w rejonie grodzieńskim, w sielsowiecie Kwasówka.
W dwudziestoleciu międzywojennym wieś leżała w Polsce, w województwie białostockim, w powiecie grodzieńskim, w do gminie Łasza. 16 października 1933 utworzył gromadę Litwinki-Łaniewicze w gminie Łasza, obejmująca miejscowości Litwinki, Łaniewicze i Świsłocz Górna. 